# James Tien
 (mai 2018).
Si vous disposez d'ouvrages ou d'articles de référence ou si vous connaissez des sites web de qualité traitant du thème abordé ici, merci de compléter l'article en donnant les références utiles à sa vérifiabilité et en les liant à la section « Notes et références ».
James Tien ou Tien Shun (
田俊) est un acteur chinois ayant tourné dans plus de 80 films dans les années 1970 et 1980.

## Filmographie
- 1970 : Brothers Five
- 1971 : Vengeance of a Snow Girl : acteur et chorégraphe des combats
- 1971 : The Big Boss
- 1972 : La Fureur de vaincre
- 1973 : Game of death - Original version
- 1975 : Ultime message
- 1976: Hand of Death
- 1979: La Hyène intrépide
- 1984 : Pom Pom
- 1985 : Le Flic de Hong Kong
- 1985 : Le Sens du devoir 2
- 1986: Shanghaï Express
- 1986 : Le Flic de Hong Kong 3
- 1986 : Rosa
- 1986 : Le Retour de Mr. Vampire
- 1987 : Lai Shi, China's Last Eunuch
- 1991 : Lee Rock
- 1991 : Lee Rock 2
- 1992 : Lee Rock 3